# とんぺてぃーず
とんぺてぃーずは、吉本興業所属のお笑いコンビ。

## メンバー
きのした先生(きのしたせんせい)
- 傘回し担当。O型。
- とんぺてぃーず結成前は、ぐみと共に漫才コンビせかいちずで活動していた[1]。

たかしろ(たかしろ)
- 傘回し担当。O型。
- 靴のサイズは27.5〜28.5cm
- 地毛は天パほどではない癖毛。
- 実家はかつてお好み焼き店を営んでおり、デザートとして出していた自家製のアイスが好評だった。
- 元ピン芸人ワシやワシ[2]。
- アニメのコスプレで出演する際には、その作品のマイナーなキャラクターを選ぶ事が多い。例)通行人、カフェの店員、酔っ払いなど。

## 来歴・芸風
2016年2月結成。
コンビ名の由来は、ジョジョの奇妙な冒険のウィル・Ａ・ツェペリの波紋の師匠であるトンペティから。
傘回し芸とジョジョの奇妙な冒険に関するお笑いライブやトークライブを開催している。

## 出演

### ライブ
- よしもとコスプレ芸人ライブ（2016年9月16日、朝日劇場）
- JJライブ vol.1（2016年9月24日、朝日劇場）[4]。
- ざわざわエボリューションMSX外伝　JJライブ in N県N市編 （2016年12月18日、cafe&dining nagood）[5]。
- JJライブ vol.2（2017年4月9日、朝日劇場)[6]。

### インターネット動画
過去
- ざわざわエボリューションMSX（ニコニコ動画）